# Cremorne Point
Cremorne Point är en stadsdel i Sydney i Australien. Den ligger i kommunen North Sydney och delstaten New South Wales, i den sydöstra delen av landet, nära centrala Sydney. Antalet invånare var 2 409 vid folkräkningen 2016.